# Kano (Bundesstaat)

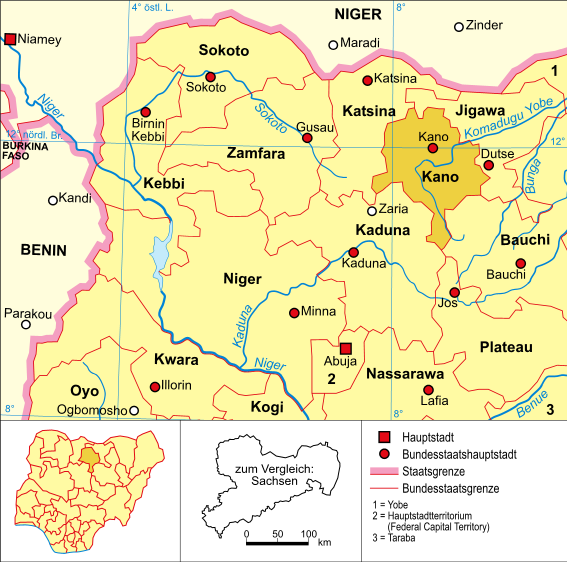
Lage von Kano in Nigeria

Kano ist ein Bundesstaat des westafrikanischen Landes Nigeria. Die gleichnamige Hauptstadt Kano ist mit 3.626.204 Einwohnern (2005) die größte Stadt des Bundesstaates.

## Geografie
Der Bundesstaat liegt im Norden des Landes und grenzt im Nordwesten an den Bundesstaat Katsina, im Nordosten an den Bundesstaat Jigawa, im Südwesten an den Bundesstaat Kaduna und im Südosten an den Bundesstaat Bauchi.

## Bevölkerung
Die Amtssprache des Bundesstaates Kano ist Englisch. Allerdings ist Haussa als Umgangssprache unter der Bevölkerung weiter verbreitet und wird auch von mehr Einwohnern von Kano verstanden.
Nach Angaben der letzten Volkszählung der nigerianischen Regierung hat der Bundesstaat Kano eine Gesamtbevölkerungszahl von 9.383.682 Einwohnern. Die Glaubwürdigkeit dieses Ergebnisses wird vor allem von Gani Fawehinmi, einem Rechtsanwalt und Aktivisten aus Lagos, angezweifelt. Der Bundesstaat wird vor allem vom Volk der Haussa bevölkert. Die große Mehrheit der Bevölkerung ist sunnitisch-muslimisch. Daher hat Kano offiziell die Scharia, das islamische Recht, als Quelle der Gesetzgebung eingeführt.
Laut Schätzungen liegt die Einwohnerzahl im Jahr 2016 bei 13.076.900, womit Kano der bevölkerungsreichste Bundesstaat des Landes ist.

### Bevölkerungsentwicklung
| Jahr         | Einwohnerzahl |
| ------------ | ------------- |
| Zensus 1991  | 5.810.470     |
| Zensus 2006  | 9.401.288     |
| Schätz. 2016 | 13.076.900    |

### Gesundheitswesen
Neu ist auch das massive Auftreten von Krankheiten wie der Cholera oder Hirnhautentzündung. Seit Jahren wurden keine Verbesserungen an der offenen Kanalisation vorgenommen, und die damit verbundenen unhygienischen Zustände leisten der Verbreitung von Seuchen Vorschub. Von der WHO durchgeführte Impfungen wurden teilweise von islamistischen Geistlichen boykottiert. Manchmal heißt es sogar, die Bevölkerung solle durch die USA unfruchtbar gemacht werden.

## Geschichte
Der Bundesstaat wurde am 27. Mai 1967 gebildet. Erster Gouverneur war vom 28. Mai 1967 bis Juli 1975 Abdu Bako. Gegenwärtiger Gouverneur ist seit 29. Mai 2003 Ibrahim Shekarau.

## Gouverneure und Administratoren
- Audu Bako (Gouverneur 1968–1975)
- Sani Bello (Gouverneur 1975–1978)
- Ishaya Aboi Shekari (Gouverneur 1978–1979)
- Abubakar Rimi (Gouverneur 1979–1983)
- Abdu Dawakin Tofa (Gouverneur 1983)
- Sabo Bakin Zuwo (Gouverneur 1983)
- Hamza Abdullahi (Gouverneur 1984–1985)
- Ahmed Daku (Gouverneur 1985–1987)
- Mohammed Umaru (Gouverneur 1987–1988)
- Idris Garba (Gouverneur 1988–1992)
- Kabiru Gaya (Gouverneur 1992–1993)
- Mohammed Abdullahi Wase (Administrator 1993–1996)
- Dominic Oneya (Administrator 1996–1998)
- Aminu Isa Kontagora (Administrator 1998–1999)
- Rabiu Musa Kwankwaso (Gouverneur 1999–2003)

## Verwaltung
Der Staat gliedert sich in 44 Local Government Areas. Diese sind: Ajingi, Albasu, Bagwai, Bebeji, Bichi, Bunkere, Dala, Dambatta, Dawakin-Kudu, Dawakin-Tofa, Doguwa, Fagge, Gabasawa, Garko, Garum-Mallam, Gaya, Gazewa, Gwale, Gwarzo, Kabo, Kano Municipal, Karaye, Kibiya, Kiru, Kumbotso, Kunchi, Kura, Madobi, Makoda, Minjibir, Nassarawa, Rano, Rimin-Gado, Rogo, Shanono, Sumaila, Takai, Tarauni, Tofa, Tsanyawa, Tudun-Wada, Ungongo, Warawa und Wudil.

## Wirtschaft
Wichtige Wirtschaftszweige des Bundesstaates sind der Handel und die Landwirtschaft. Es werden Erdnüsse geerntet und Minerale abgebaut. Insgesamt sind mehr als drei Millionen Hektar Land kultiviert. Im Staat gibt es dutzende von Staudämmen. Darunter Challawa Gorge und Tiga Damm, zwei der ambitioniertesten Bewässerungsprojekte in Westafrika. Diese ermöglichen eine ganzjährige Bewirtschaftung des Bodens.